# Euthyme II de Constantinople
Euthyme II fut patriarche de Constantinople du 26 octobre 1410 à sa mort le 29 mars 1416.

## Biographie
Né vers 1340 dans une riche famille, il fit ses études à Constantinople et embrassa très jeune la vie monastique. Connu pour sa grande culture et ses aptitudes oratoires, il devint un ami proche de l'empereur Manuel II. Quatre lettres de la correspondance conservée de celui-ci lui sont adressées ; la lettre 54 évoque un ouvrage littéraire auquel ils avaient tous deux collaboré. Il est peut-être l'« Euthyme » que Manuel envoya en ambassade auprès du pape Urbain VI, au printemps 1485, depuis Thessalonique. Démétrios Cydonès, dans sa lettre 314, le décrit comme un partisan convaincu de l'hésychasme et un théologien qui jouait un rôle éminent dans les controverses contre les Latins, mais du reste un ami personnel et un homme intelligent, cultivé et vertueux, qui ferait sûrement une impression favorable à Rome.
Vers 1390, il devint higoumène du monastère Saint-Jean de Stoudios, et reçut le titre honorifique de prôtosygkellos (adjoint du patriarche). Il fut candidat au patriarcat dans le synode de 1397, qui vit l'élection de Mathieu Ier. Une des lettres écrites de Crète par Joseph Bryennios lui est adressée, et quand ce dernier fut expulsé de l'île, en 1402, par les autorités vénitiennes, il s'installa dans le monastère de Stoudios auprès d'Euthyme.
Pendant la controverse soulevée par Macaire d'Ankara et Matthieu de Medeia, il joua le rôle d'arbitre, son autorité étant respectée par les deux partis, tandis que le patriarche Matthieu Ier était impliqué dans le conflit. Après l'excommunication des deux évêques par un synode, en août 1409, les esprits restèrent échauffés, et quand le patriarche Matthieu Ier mourut, l'année suivante, cette situation favorisa l'élection du très respecté Euthyme, intronisé le 26 octobre 1410.
Le développement d'un conflit sérieux avec Manuel II, au sujet des droits de l'empereur sur l'Église, fut interrompu par la mort inattendue d'Euthyme, le 29 mars 1416. Le synode électoral qui suivit fut l'occasion de négociations à ce propos entre le représentant de l'empereur, Démétrios Chrysoloras, et les candidats. Euthyme fut inhumé dans le monastère de Stoudios.